# 彗星副獅子魚
彗星副獅子魚，為輻鰭魚綱鮋形目杜父魚亞目獅子魚科的其中一種，分布於東北太平洋的白令海東部海域，棲息深度722-1003公尺，體長可達7.73公分，為深海底棲性魚類，屬肉食性，生活習性不明。

## 擴展閱讀
維基物種上的相關：彗星副獅子魚